# Marciano

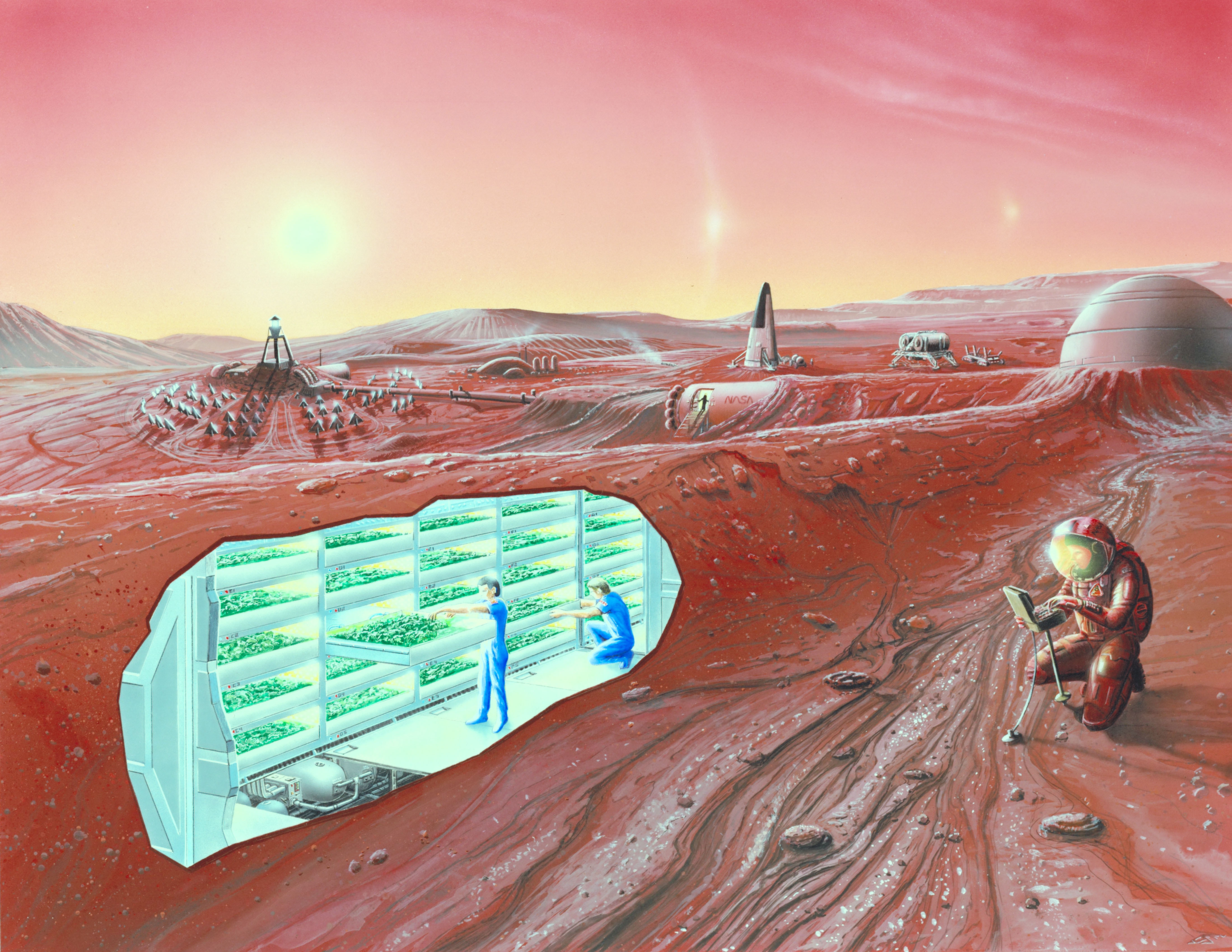
Una concepción artística de la hipotética colonización humana de Marte y sus nuevos habitantes humanos.

Marciano es el supuesto habitante del planeta Marte. Aunque carecen de evidencia científica, y se circunscriben al campo de las hipótesis, las creencias acerca de la existencia de vida extraterrestre aparecen en la antigüedad clásica y han inspirado innumerables obras de ciencia ficción.
El nombre marciano por extensión se ha aplicado a cualquier forma de vida extraterrestre o alienígena, si bien el uso de este término con tal finalidad se circunscribe al ámbito coloquial.

## En la ciencia ficción

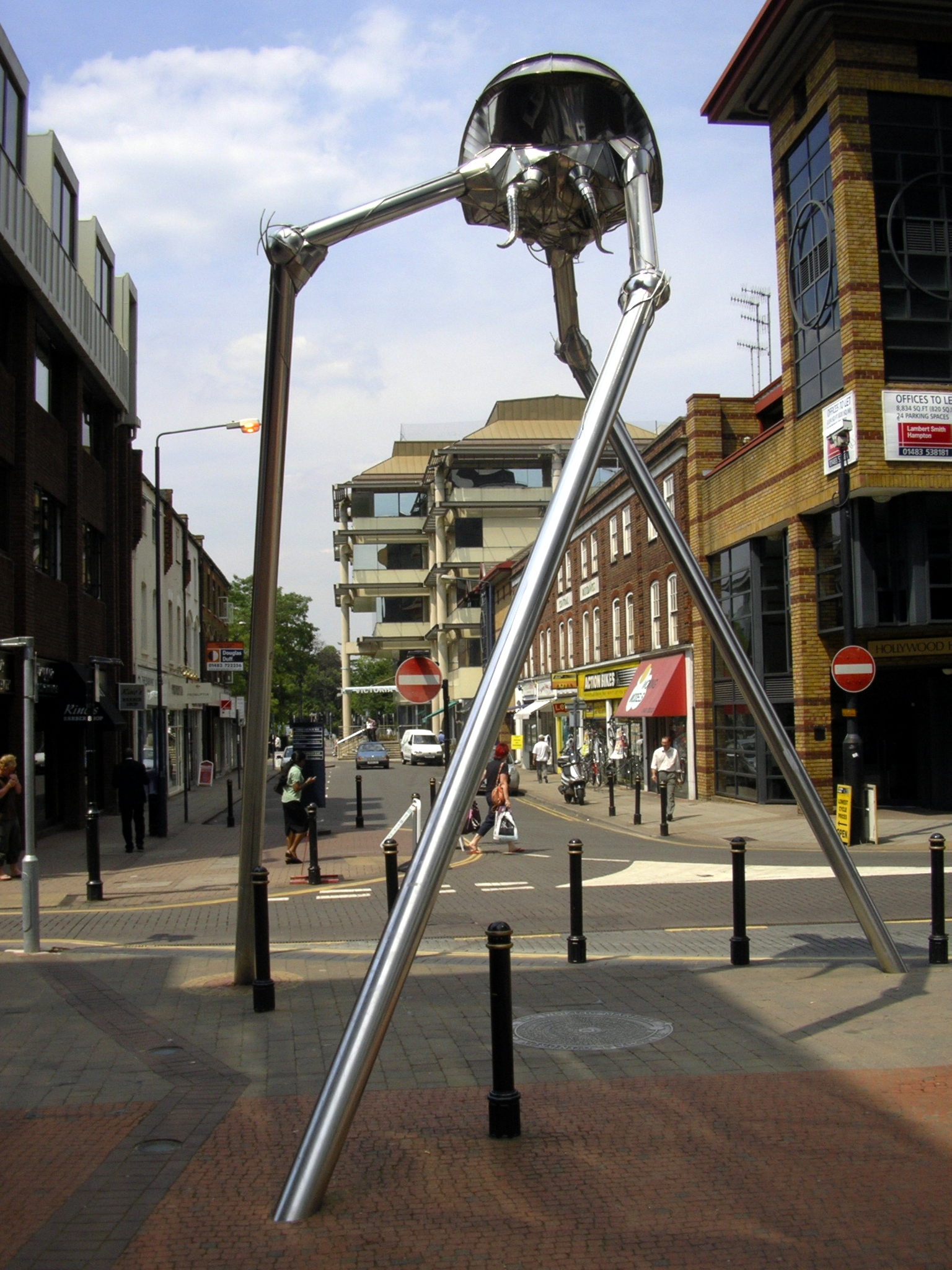
"The martian", escultura por Michael Condron que representa uno de los trípodes marcianos de la novela "La guerra de los mundos".

Las teorías sobre civilizaciones marcianas dieron lugar en su época a numerosas especulaciones e historias de ficción sobre cómo debían ser estos supuestos habitantes del planeta rojo.
En estas historias, solía retratárselos como unos humanoides de piel verde.
Algunos de los ejemplos más característicos de estas obras literarias son "La guerra de los mundos" de H. G. Wells, donde marcianos con forma de pulpo invaden la Tierra, ya que su planeta está muriendo, o las novelas marcianas de Edgar Rice Burroughs. 
También tiene su origen en estas teorías el Detective Marciano, uno de los últimos supervivientes marcianos de DC Comics.
Igualmente, el tema dio origen a la saga de las Crónicas marcianas, una serie de relatos escritos por Ray Bradbury; los cuales narran la llegada y colonización del planeta Marte por parte de los humanos, y la caída y extinción de la civilización marciana existente. 
Este tema ha servido como inspiración para personajes como Marvin El Marciano; personaje de las famosos cortometrajes de dibujos animados Looney Tunes de la Warner Bros.
El film Invasores de Marte de 1953 y la serie "Los invasores" de los 60 va en la línea de que los marcianos son seres antagónicos y peligrosos que invaden la Tierra.
El film de comedia, Mars Attacks! de 1996 muestra una invasión marciana agresiva al planeta Tierra.
En el imaginario colectivo actual, y debido a lo anterior, el término marciano define como concepto negativo a un ser extraterrestre o alienígena, no necesariamente proveniente de Marte, que es percibido como peligroso, distinto, incomprensible o destructivo para la existencia humana.